# Instituto de Ciência da Informação da Universidade Federal da Bahia
O Instituto de Ciência da Informação (ICI), da Universidade Federal da Bahia, surgiu a partir da mudança de nome da Escola de Biblioteconomia e Documentação, aprovada pelo Conselho Universitário em 12 de março de 1998, data na qual é comemorado o Dia do Bibliotecário. O Instituto possui as únicas escolas baianas de Biblioteconomia e Arquivologia, com cursos de graduação e pós-graduação, de onde saem profissionais e pesquisadores qualificados para atuar e prestar consultoria em unidades informacionais como bibliotecas, arquivos, editoras e empresas na área de ciência e tecnologia.

## História
Em 1942, os professores Bernadete Sinay Neves, Felisbela Liberato de Matos Carvalho, Maria José das Mercês Passos e Oswaldo Imbassahy da Silva ministram um curso, considerado o pioneiro no estado da Bahia, para um grupo de bandeirantes, na Biblioteca Pública do Estado, seguido imediatamente de outro para os funcionários daquela instituição.
Com a demanda crescente nos anos seguintes por interessados em aprender sobre as técnicas biblioteconômicas, o curso propiciou a fundação da Escola de Biblioteconomia em 1948, passando a funcionar autonomamente nas dependências da UFBA até 1954, quando firma convênio com a Universidade e passa a se chamar Escola de Biblioteconomia e Documentação. Em 1958 é agregada e anexada oficialmente como uma de suas unidades. Em 1968, a Escola perde a professora Bernadette Sinay Neves, uma de suas fundadoras e principal representante nacional e internacional. De 1968 a 1987, o curso de Jornalismo é agregado à Escola, que atua neste período como Escola de Biblioteconomia e Comunicação.
Em 1997, é criado o curso de graduação em Arquivologia, que, junto com o de Biblioteconomia e Documentação, formam no ano seguinte o Instituto de Ciência da Informação, seguindo tendência na área.

## Referência geral
- Universidade Federal da Bahia. Escola De Biblioteconomia e Documentação (1992). Cinquentenário da Escola de Biblioteconomia e Documentação. Salvador: Gráfica Universitária